# 祝 (神職)
祝（ほうり）は、神道において神に奉仕する人の総称。また、神主・禰宜（ねぎ）の次位にあって神に仕える者。祝子（ほうりこ）、祝部（ほうりべ）ともいう。

## 概要
祝は古代以来神社に奉仕して祭祀に従事した神職のひとつである。初見では欽明天皇の時代に宇佐八幡宮を創建した大神比義が、日本で初めての祝職（神職）に任ぜられ、宇佐八幡宮初代大宮司となった。
その語義に関しては、
1. 「ハラフ」の意味
2. 「ハ」は「羽」で、衣の袖を振り神前に舞を奏したことに起こる
3. 「匍匐在」として神前に「はひ侍ふ」という意味

などが唱えられる。
『日本書紀』仲哀天皇（第14代天皇）8年正月の条に、伊賀彦を祝として神を祀らせたとの記述がある。また、同書の神功皇后（仲哀天皇の皇后）の巻に、紀伊国小竹社の祝、天野社の祝などと記していることから見れば、当時すでに神を祀るものを指して祝と称していたと考えられる。
各地には、信濃国（現・長野県）の諏訪大社では、鎌倉時代の初期に大祝、権祝、擬祝、副祝などの職名があり、肥後国（現・熊本県）の阿蘇神社には一祝、二祝、三祝、四祝、五祝、六祝、七祝、八祝、九祝、十祝、国造祝、金凝祝があり、伊予国（現・愛媛県）の大山祇神社では大祝、常陸国（現・茨城県）の鹿島神宮、筑後国（現・福岡県）の高良大社（高良玉垂神社）等には古く祝の職が存在した。
古くは祝をも祝部（ほうりべ）と称したので『職員令』に定めがあり、『令義解』には「祝部（謂為祭主賛辞者也）其祝者、国司於神戸中簡定、即申太政官、若無戸人者、通取庶人也」という記述がある。明治時代以降における祝部は、皇大神宮（内宮）および豊受大神宮（外宮）に存するので、両宮の摂社末社、所管社には祝部を置き、神社の守衛および御匙、御鑰（みかぎ）を保管し、かつその掃除を監督させると規定される。
奈良時代に編まれた『万葉集』には、大神神社（奈良県桜井市）の祝が幣（ぬさ、御幣）を奉じて祀る杉の木を詠む旋頭歌が採録されている。